# BlackBerry 10
O BlackBerry 10 é um sistema operacional móvel desenvolvido pela BlackBerry que é utilizado nos Smartphones BlackBerry Z10, P'9982, Q10, P´9983, Q5, Z30, Z3, Classic, Passport e futuramente nos Tablets da empresa. O BlackBerry 10 é baseado no sistema operacional QNX, que foi comprado pela BlackBerry em Abril de 2010.O BlackBerry 10 era chamado originalmente de BBX, no entanto a BlackBerry foi impedida legalmente de utilizar o nome devido a ação judicial da empresa BASIS Internacional que já utilizava o nome.
O BlackBerry 10 foi anunciado juntamente com os novos dispositivo da empresa no dia 30 de Janeiro de 2013.

## Recursos

### BlackBerry Balance
O BlackBerry Balance é um recurso de gestão de perfis, onde é possível mudar as funções do aparelho entre Pessoal e Trabalho, onde cada um possui funções designadas para cada cenário pré-definido pelo usuário.

### BlackBerry HUB
O BlackBerry HUB é um recurso nativo do sistema onde é possível conectar múltiplas contas de Redes sociais e Email, recebendo notificações dinâmicas em tempo real de cada uma.

- Serviços suportados pelo BlackBerry HUB
  - LinkedIn
  - Facebook
  - Twitter
  - BlackBerry Messenger(BBM)
  - Email
    - Qualquer serviço de Email com suporte a ActiveSync/IMAP/POP/CalDAV e CardDAV.

### Câmera "Time Shift"
O recurso "Time Shift" no BlackBerry 10, permite que sejam alteradas partes da imagem, ou a imagem inteira com base em várias capturas simultâneas, recurso útil para correções momentâneas como: Olhos fechados no momento da foto e objetos entrantes na frente da lente no momento da foto.

## Compatibilidade de aplicativos Android e iOS
O recurso nativo de emulação de aplicativos Android presentes no BlackBerry PlayBook também está presente no BlackBerry 10, com suporte adicional aos aplicativos do sistema operacional iOS. A camada de emulação atual usada na versão estável (10.3.1) é API 18 (Android 4.3).
Também foram divulgadas as funções não suportadas pelo mecanismo de emulação do Android.

### Lista de funções do Android não suportadas pelo BlackBerry 10[7]
- BlackBerry Balance:
  - Aplicativos Android não podem ser executados no modo Trabalho.
- Tipos de aplicativos não suportados:
  - Widgets
  - Aplicativos que possuam nível de API(Android) mínimo maior que 18.
  - Aplicativos que possuam nível de API(Android) máximo menor que 10.
- Limitações de Hardware
  - Bluetooth
  - NFC
  - Barômetro
  - VoIP
  - Navegação por botões físicos
  - TrackBall e D-PAD
  - Telefonia e SMS
- Limitações de Software
  - Aplicativos que possuam código nativo em sua composição
  - Aplicativos que possuam sistema de arquivos Linux virutais(/sys, /proc)
  - Os seguintes pacotes de software embutidos:
    - Google Maps: com.google.android.maps
    - Text to Speech: com.google.tts
- Execução de mídia
  - Os seguintes protocolos não irão funcionar para reprodução de áudio e vídeo:
    - RTSP (RTP, SDP)
    - HLS
    - HTTPS

  - Formatos de áudio, vídeo e CODECS
    - AMR-NB - 3GPP (.3gp)
    - AMR-WB - 3GPP (.3gp)
    - FLAC - FLAC (.flac)
    - MIDI - (.mid, .xmf, .mxmf), (.rtttl, .rtx),(.ota) e (.imy)
    - H.263 - 3GPP (.3gp) e MPEG-4 (.mp4)
    - VP8 - WebM (.webm)